# Gonomyia wirthiana
Gonomyia wirthiana är en tvåvingeart som beskrevs av Alexander 1970. Gonomyia wirthiana ingår i släktet Gonomyia och familjen småharkrankar.
Artens utbredningsområde är Dominica. Inga underarter finns listade i Catalogue of Life.